# Élisabeth-Charlotte de Lorraine
 (juillet 2022).
Si vous disposez d'ouvrages ou d'articles de référence ou si vous connaissez des sites web de qualité traitant du thème abordé ici, merci de compléter l'article en donnant les références utiles à sa vérifiabilité et en les liant à la section « Notes et références ».
Élisabeth-Charlotte-Gabrielle de Lorraine (21 octobre 1700 - 4 mai 1711) est une princesse de Lorraine. Elle est la fille aînée du duc Léopold Ier et de son épouse Élisabeth-Charlotte d'Orléans. Elle est abbesse titulaire de Remiremont de 1702 à 1711.

## Biographie
Élisabeth-Charlotte-Gabrielle de Lorraine est née le 21 octobre 1700 et ondoyée ce même jour au palais ducal de Nancy. Elle a été baptisée le 26 décembre 1702 à l'église Saint-Jacques de Lunéville. Elle est la première fille et le deuxième enfant du duc Léopold Ier de Lorraine et d'Élisabeth-Charlotte d'Orléans. Son frère aîné, Léopold, (né en 1699), meurt l'année de sa naissance. Elle assiste au baptême de son frère cadet, Louis, le 24 juin 1704.
Son père souhaite qu’elle devienne abbesse de Remiremont. L’abbaye est étroitement associée à la Maison de Lorraine, beaucoup de ses abbesses étant issues de la dynastie. Son père demande à l’abbesse de l’époque, Dorothée-Marie de Salm, qu'elle presse les docteurs de la Sorbonne. Louis XIV, l’oncle de sa mère, décide plutôt d'imposer Élisabeth-Charlotte comme souveraine du territoire. Malgré tout, aucune réponse ne parvient avant la mort de l'enfant.
La princesse meurt de la variole au château de Lunéville après avoir transmis la maladie à son frère Louis, prince héréditaire de Lorraine, et à leur sœur cadette Marie-Gabrielle-Charlotte. Élisabeth-Charlotte meurt le 4 mai, Louis le 10 et Marie-Gabrielle, le 11 mai 1711. Elle est inhumée dans la crypte ducale de l’église Saint-François-des-Cordeliers de Nancy.
Son frère cadet François-Étienne, né en 1708, sera l'empereur François Ier du Saint-Empire. Sa plus jeune sœur, Anne-Charlotte, qu’elle n’a jamais connue, fut plus tard abbesse de Remiremont. Au moment de sa mort, sa mère était enceinte de sa sœur Élisabeth-Thérèse de Lorraine, future reine de Sardaigne.

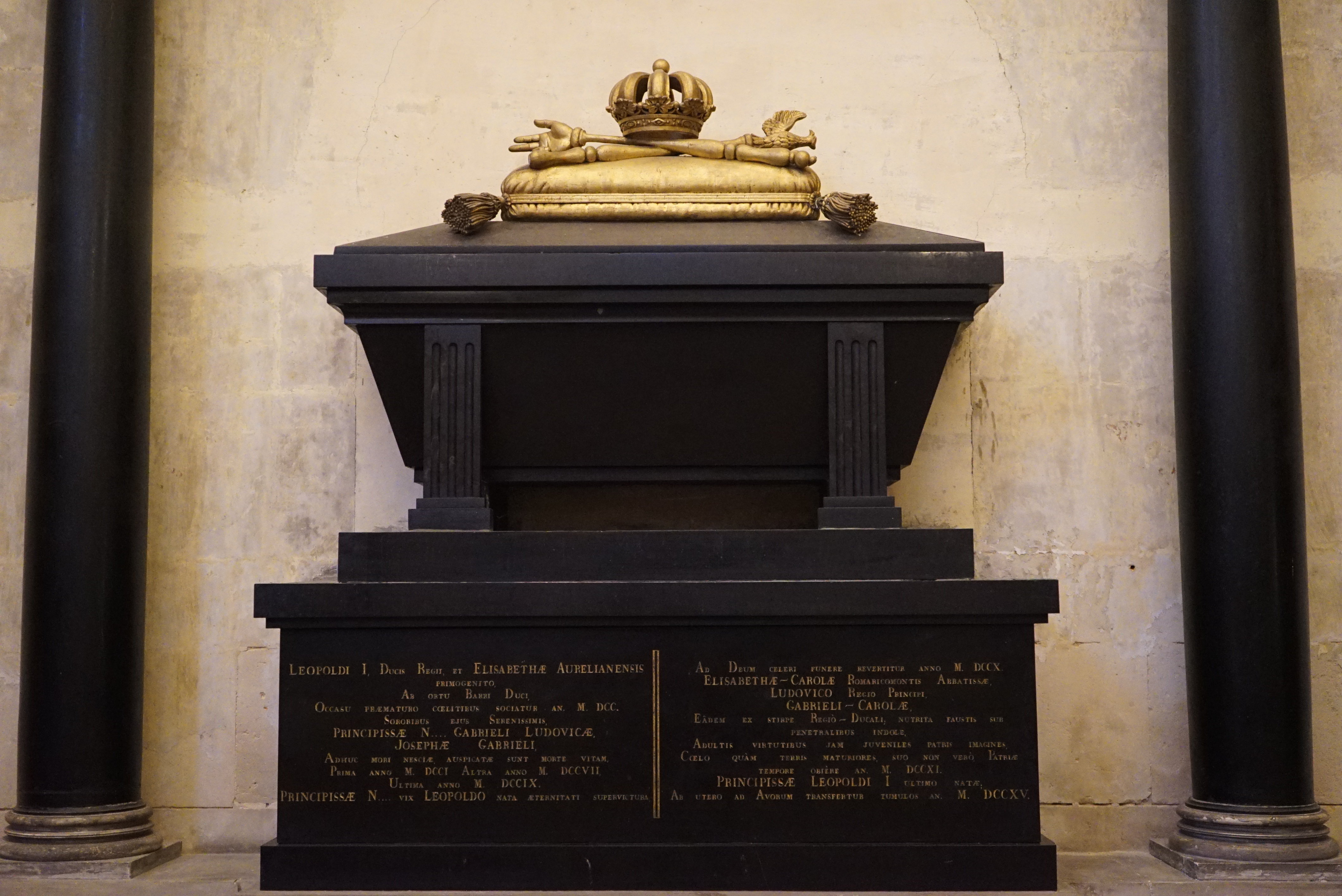
Le sixième mausolée de la Chapelle ronde.

Elle est enterrée à l'église des Cordeliers de Nancy avec ses parents, frères et sœurs dans le sixième mausolée de la Chapelle ronde.